# 자가와족

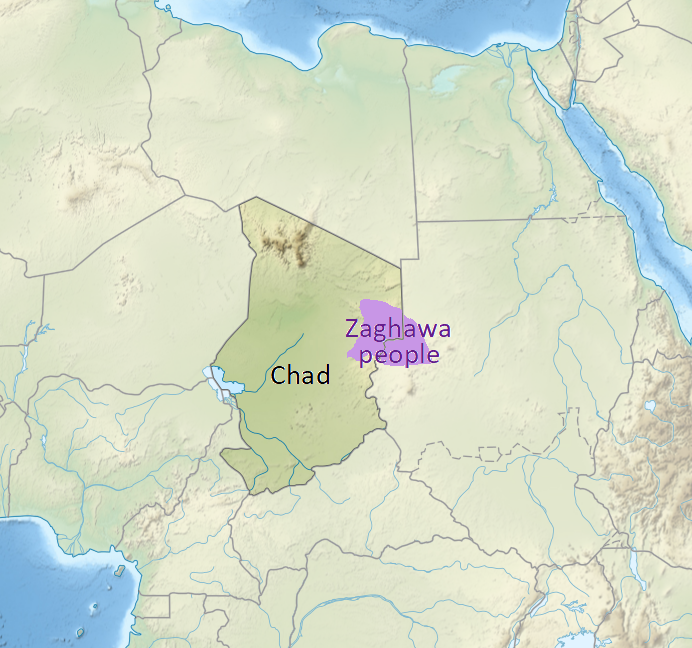
차드와 수단에서 자가와족의 분포

자가와족(Zaghawa)은 차드 북동부와 수단 서부의 다르푸르 내에 거주하는 민족이다. 사하라어족의 동부 언어인 자가와어를 사용한다. 목축민으로서, 이들이 치는 양의 품종을 아랍인들은 자가와라고 부른다. 유목을 하며 소, 낙타, 양을 방목하고 야생 곡물을 채집하여 생계를 유지한다. 자가와족에 속하는 사람의 수는 384,150명으로 추산된다.
카넴-보르누 제국의 왕실 계보인 기르감에서는 자가와족을 "두구와"라는 이름으로 부른다. "자가와"라는 이름은 주변의 아랍인들이 쓰는 명칭이며 자가와족들은 스스로를 베리족(Beri)이라고 부른다.

## 같이 보기
- 카브카 술탄국